# Resolutie 1440 Veiligheidsraad Verenigde Naties
Resolutie 1440 van de Veiligheidsraad van de Verenigde Naties werd op 24 oktober 2002 door de VN-Veiligheidsraad aangenomen met unanimiteit van stemmen.

## Achtergrond
Op 23 oktober 2002 drongen circa veertig Tsjetsjeense terroristen een theater in Moskou binnen en gijzelden er 850 mensen. Ze eisten dat Rusland zich zou terugtrekken uit Tsjetsjenië. Drie dagen later vielen speciale eenheden van het Russische leger het gebouw binnen nadat ze er een gas hadden verspreid via het ventilatiesysteem. Het merendeel van de gijzelnemers en meer dan 100 gijzelaars kwamen daarbij om het leven, voornamelijk door het giftige gas.

## Inhoud
De Veiligheidsraad:
- Bevestigt de doelstellingen van het Handvest van de Verenigde Naties en haar relevante resoluties, waarvan resolutie 1373 in het bijzonder.
- Bevestigt dat bedreigingen van de internationale vrede en veiligheid door terreurdaden met alle mogelijke middelen moeten worden bestreden.

1. Veroordeelt de afschuwelijke gijzelneming in Moskou op 23 oktober en andere recente terreuracties.
2. Eist dat alle gegijzelden meteen en onvoorwaardelijk worden vrijgelaten.
3. Condoleert het volk en de overheid van Rusland en de slachtoffers en hun families.
4. Vraagt alle landen mee te werken met de Russische autoriteiten om de daders te berechten.
5. Is vastberaden alle vormen van terrorisme te bestrijden.

## Verwante resoluties
- Resolutie 1377 Veiligheidsraad Verenigde Naties (2001)
- Resolutie 1438 Veiligheidsraad Verenigde Naties
- Resolutie 1450 Veiligheidsraad Verenigde Naties
- Resolutie 1452 Veiligheidsraad Verenigde Naties

Lijst ·  1387 ·  1388 ·  1389 ·  1390 ·  1391 ·  1392 ·  1393 ·  1394 ·  1395 ·  1396 ·  1397 ·  1398 ·  1399 ·  1400 ·  1401 ·  1402 ·  1403 ·  1404 ·  1405 ·  1406 ·  1407 ·  1408 ·  1409 ·  1410 ·  1411 ·  1412 ·  1413 ·  1414 ·  1415 ·  1416 ·  1417 ·  1418 ·  1419 ·  1420 ·  1421 ·  1422 ·  1423 ·  1424 ·  1425 ·  1426 ·  1427 ·  1428 ·  1429 ·  1430 ·  1431 ·  1432 ·  1433 ·  1434 ·  1435 ·  1436 ·  1437 ·  1438 ·  1439 ·  1440 ·  1441 ·  1442 ·  1443 ·  1444 ·  1445 ·  1446 ·  1447 ·  1448 ·  1449 ·  1450 ·  1451 ·  1452 ·  1453 ·  1454